# Roiate
Roiate és un comune (municipi) de la ciutat metropolitana de Roma, a la regió italiana del Laci, situat uns 45 km a l'est de Roma. L'1 de gener de 2018 tenia 710 habitants.
Roiate limita amb els municipis següents: Affile, Arcinazzo Romano, Bellegra, Olevano Romano i Serrone.